# آیشمان (فیلم)
«آیشمان» (انگلیسی: Eichmann (film)) فیلمی در ژانر زندگی‌نامه‌ای به کارگردانی رابرت یونگ است که در سال ۲۰۰۷ منتشر شد. از بازیگران آن می‌توان به توماس کرتشمن، استیون فرای، و فرانکا پوتنته اشاره کرد.